# Klass I i ishockey 1927
Klass I i ishockey 1927 var den femte säsongen av högsta serien i svensk ishockey. Huvuddelen av matcherna spelades mellan 7 januari och 25 februari men tre matcher återstod när isen smälte i slutet av februari. De kvarvarande matcherna flyttades till december där en spelades 7 december medan walkover lämnades i de andra två. Serien spelades som en enkelserie vilket innebar att lagen mötte varandra en gång. IK Göta tog hem seriesegern på samma poäng som Södertälje SK men med bättre målkvot. Då turnering även gällde Stockholms-DM skulle Göta och Södertälje egentligen spelat en avgörande match för om DM-segern, men Göta valde att skänka DM-titeln till Södertälje.
Lag 1–4 fick till nästa säsong plats i den nygrundade Elitserien, medan lagen på placeringarna 5–8 placerades i Klass I kommande säsong, när andradivisionen fick överta namnet.

## Poängtabell
| Nr | Lag           | S | V | O | F | GM | IM | MK   | P  |
| -- | ------------- | - | - | - | - | -- | -- | ---- | -- |
| 1  | IK Göta       | 7 | 6 | 1 | 0 | 48 | 7  | 6.86 | 13 |
| 2  | Södertälje SK | 7 | 6 | 1 | 0 | 22 | 4  | 5.5  | 13 |
| 3  | Hammarby IF   | 7 | 4 | 1 | 2 | 21 | 9  | 2.33 | 9  |
| 4  | Lidingö IF    | 7 | 4 | 0 | 3 | 22 | 28 | 0.79 | 8  |
| 5  | IF Linnéa     | 7 | 3 | 0 | 4 | 10 | 20 | 0.5  | 6  |
| 6  | Nacka SK      | 7 | 1 | 2 | 4 | 12 | 29 | 0.41 | 4  |
| 7  | IFK Stockholm | 7 | 0 | 2 | 5 | 6  | 25 | 0.24 | 2  |
| 8  | Tranebergs IF | 7 | 0 | 1 | 6 | 6  | 25 | 0.24 | 1  |

## Resultattabell
|               | HIF | IFL  | IFK  | IKG  | LIF | NSK | SSK | TIF |
| Hammarby IF   | —   |      |      |      |     |     |     |     |
| IF Linnéa     | 2–3 | —    |      |      |     |     |     |     |
| IFK Stockholm | 0–4 | 1–3  | —    |      |     |     |     |     |
| IK Göta       | 3–2 | 8–1  | w.o. | —    |     |     |     |     |
| Lidingö IF    | 1–5 | 3–2  | 10–1 | 1–14 | —   |     |     |     |
| Nacka SK      | 2–2 | 1–2  | 1–1  | 1–12 | 3–4 | —   |     |     |
| Södertälje SK | 1–0 | 4–0  | 4–0  | 2–2  | 2–1 | 6–1 | —   |     |
| Tranebergs IF | 0–5 | w.o. | 3–3  | 0–9  | 1–2 | 2–3 | 0–3 | —   |

Anmärkningar
1. 1 2  I Årets ishockey anges två matcher mellan IF Linnéa och IFK Stockholm, men ingen mellan Linnéa och Traneberg. I tabellen har den troligaste matchen flyttas från IFK Stockholm till Traneberg, men det kan ha varit tvärtom.
2. 1 2 3  Matchen hann inte spelas innan isarna smälte utan flyttades till december.